# Producción primaria

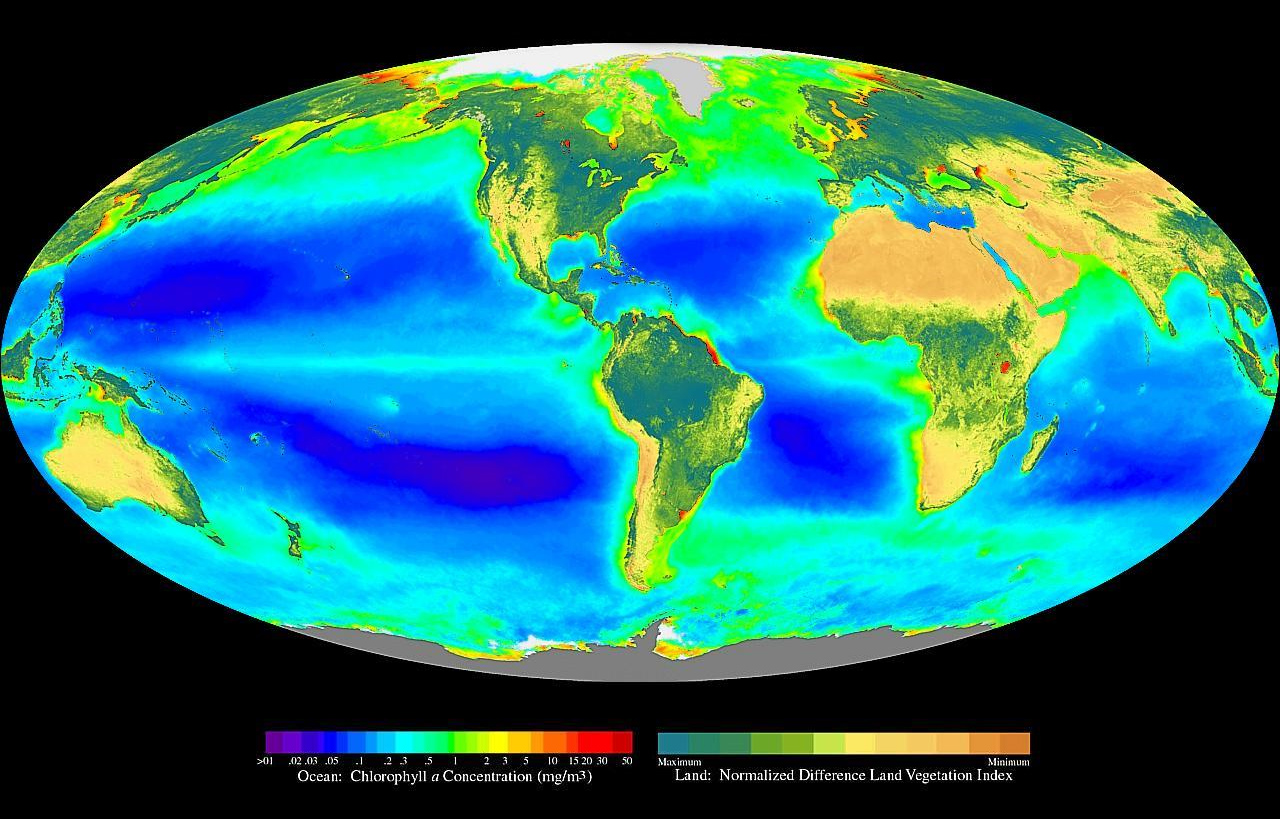
Producción primaria global en el año comprendido entre septiembre de 1997 y agosto de 1998. SeaWiFS Project, NASA/Centro de vuelo espacial Goddard de la NASA y ORBIMAGE.

En biología se conoce como producción primaria a la producción de materia orgánica que realizan los organismos autótrofos a través de los procesos de fotosíntesis o quimiosíntesis. La producción primaria es el punto de partida de la circulación de energía y nutrientes a través de las cadenas tróficas.
La expresión se refiere a la  producción de materia orgánica a partir de materia inorgánica, tal como la realizan los organismos autótrofos. La biomasa generada primariamente se utiliza por los propios productores para la obtención de energía o para la construcción de sus estructuras. Una parte pasa a los consumidores primarios (aproximadamente un 10%), los llamados herbívoros o mejor fitófagos, que a su vez reelaboran las moléculas para fabricar sus propios componentes, por lo que los llamamos productores secundarios, o las degradan (catabolismo) para obtener energía. La energía se disipa a medida que la materia orgánica circula por los distintos niveles de la cadena trófica, a la vez que los átomos vuelven a formar moléculas inorgánicas como CO2 y NO3– (ion nitrato).

## Producción
La principal forma de producción primaria es la fotosíntesis. La quimiosíntesis sólo tiene importancia a escala local, donde se dan las concentraciones de sustancias minerales de las que dependen. Es notable que la quimiosíntesis es la base de la cadena trófica en ecosistemas particulares que se localizan en las dorsales centrooceánicas o mediooceánicas, en torno a fuentes hidrotermales.

## Productores primarios

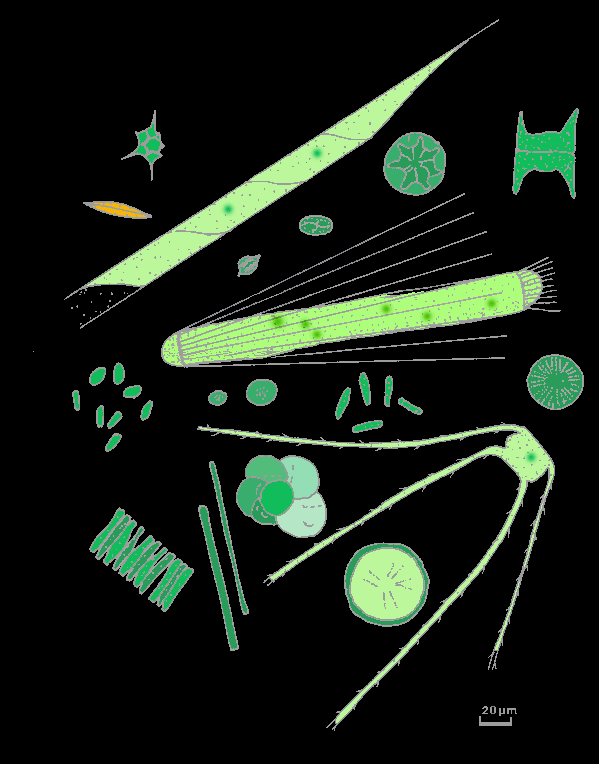
Fitoplancton.

En los continentes los principales productores primarios son las plantas (reino Plantae), con un pequeño conjunto de algas, especialmente las que forman parte de líquenes. 
En los océanos los productores primarios son sobre todo algas, que forman el fitoplancton. Algunas son macroscópicas, como los sargazos (Sargassum), pero en su mayoría son microorganismos unicelulares. El grupo cuantitativamente más importante es el de las cianobacterias, seguido de varios filos de eucariontes unicelulares, encuadrados en el reino Protista. Destacan las diatomeas, los haptófitos o cocolitofóridos y los dinoflagelados. Todos estos grupos producen floraciones repentinas (llamadas mareas rojas) cuando concurren circunstancias favorables a su explosión demográfica. Las cianobacterias monopolizaron casi la composición del fitoplancton hasta hace unos trescientos millones de años.

## Distribución
La producción primaria es un parámetro del ecosistema con una distribución desigual en el tiempo y en el espacio. El principal factor es la disponibilidad de energía solar, lo que implica mayor producción primaria cuanto más cerca del Ecuador. Los otros factores son distintos en los océanos y en los continentes.

### Terrestre
En los continentes el mayor factor limitante es la disponibilidad de humedad en el ambiente. Durante la estación seca las plantas herbáceas mueren o pierden las partes verdes, conservando sólo raíces y tallos a ras de suelo o subterráneos. Las leñosas pueden también suspender su actividad si no hay agua permanentemente al alcance de sus raíces.

### Atmosférica
La circulación global de la atmósfera en el plano meridiano determina una distribución zonal latitudinal de las precipitaciones. Hay tres bandas óptimas, donde se desarrolla el máximo de biomasa. Primero, una franja impar ecuatorial, donde es permanente la influencia del frente intertropical (allí donde convergen los vientos alisios), que es la zona de las selvas ecuatoriales. Segundo, dos franjas simétricas en las latitudes medias donde las lluvias, que son ciclonales, son poco estacionales y no hay temporada seca. Las zonas con menos biomasa son las zonas de los desiertos tropicales, donde la influencia de las altas presiones de los dos frentes tropicales son permanentes; y las regiones polares, donde la pobreza de las precipitaciones se suma a la escasez de energía. En los continentes se añade otro factor a la distribución de las precipitaciones, que es la lejanía al mar, con desiertos, como el desierto de Gobi debidos a la continentalidad.

### Marina
En los océanos el principal factor limitante son los nutrientes minerales. La elevada disponibilidad de energía hace que los nutrientes se ciclen rápidamente, empobreciéndose las aguas y constituyéndose en verdaderos desiertos bióticos, con poca biomasa. La mayor productividad se da en mares fríos. También, y especialmente, en regiones en las que se producen afloramientos, aporte de nutrientes a la superficie por corrientes ascendentes.

## Medición
Se expresa en términos de energía acumulada (calorías/ml/día o en calorías/ml/hora) o en términos de la materia orgánica sintetizada (gramos/m²/día o kg/hectárea/año), que es el método más fácil y asequible. Por ejemplo, podemos calcular la productividad de una hectárea de alfalfa en un año, con cuatro cortes, pesando la materia obtenida fresca o en seco. Podríamos en determinadas regiones llegar a unos 100 000 kg/ha/año en peso húmedo.
En este caso hablamos de productividad neta, donde ya se ha descontado el consumo de energía hecho por las mismas plantas para vivir o respirar. La productividad bruta o total engloba la totalidad de la biomasa acumulada y la energía gastada en el metabolismo de las plantas.